# 八田元夫

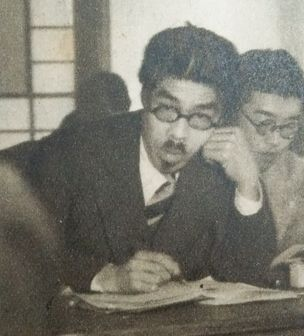
1948年

八田 元夫（はった もとお、1903年11月13日　- 1976年9月17日）は、日本の演出家。父は元旧制新潟高等学校初代校長の八田三喜。弟は教育者の八田亭二。

## 略歴
東京出身。東京大学文学部美学科卒業。
戦前は丸山定夫らに同行し、桜隊の覆面演出家をしていた。昭和20年8月6日の広島原爆の報を受け、槙村浩吉と共に広島に駐屯していた桜隊を探しに広島に出かけた。
しかし、広島市は焼野原で桜隊の寮も跡形もなかった。しかし、そこで珊瑚隊が立てた立札を頼りに厳島の存光寺を訪ねる。そこで珊瑚隊と再会し、行方不明の丸山から「鯛尾島にいる」とのメモが届いたことを知り、槙村とともに鯛尾に赴く。しかし、丸山は小屋浦国民小学校に移送された後だった。翌日、呉線の小屋浦に行き、国民小学校で満身創痍の丸山と再会。丸山の強い希望で、厳島の寺に戻る。しかし、丸山は原爆症で8月16日に死去。同じく行方不明だった園井恵子と高山象三が、園井の後援者宅に身を寄せていることを知り、即座に神戸に向かう。しかし、2人とも原爆症で相次いで亡くなり、八田はその死を見届けた。後年に「ガンマ線の臨終」という桜隊全滅までの回顧録を出版した。
- 1945年-演出研究所創立
- 1959年-下村正夫と東京演劇ゼミナール創立

## 著書
- 『演出論』（1937年、テアトロ社）
- 『自立演劇入門』（1948年初版、1949年改訂増補版、真理社）
- 『ぼくらの演劇』（1948年、日本読書組合）
- 『演出修業』（1950年、河童書房）
- 『劇のできるまで』（1951年、中教出版）
- 『私たちのたのしい演劇教室』（1955年、日本書房）
- 『新しい俳優創造』（1956年、淡路書房）
- 『ガンマ線の臨終　ヒロシマに散った俳優の記録』（1965年、未来社）
- 『まだ今日のほうが！』（1965年、未来社）
- 『三好十郎覚え書』（1969年、未来社）
- 『演劇との対話』（1972年、未来社）
- 『私は海峡を越えてしまった 八田元夫戯曲集』（新日本出版社、1977年）

## 関連文献・作品
- 堀川惠子『戦禍に生きた演劇人たち―演出家・八田元夫と「桜隊」の悲劇』 講談社、2017年／講談社文庫、2019年
- 新藤兼人監督『さくら隊散る』未来社、1988年 - 映画と関連出版
- 江津萩枝『櫻隊全滅 ある劇団の原爆殉難記』未來社、1980年 - 上記の原作